# Rodium
Rodium är ett sällsynt metalliskt grundämne som tillhör gruppen lätta platinametaller.

## Historia
Rodium upptäcktes av engelsmannen William Hyde Wollaston år 1803 i råplatina. Rodium har fått sitt namn efter sina röda saltlösningar (grek. Rhodos, ros).

## Egenskaper
Rodium är en silvervit, mycket hård ädelmetall. Den är olöslig i alla syror, men löslig i smält kaliumvätesulfat. Vid rödglödgning reagerar den långsamt med syre, klor eller brom, men ej med fluor, till trihalider.
Metallen är ett av de dyraste grundämnena som finns, med ett pris på 70 USD per gram (under 2010). Under 2008 låg priset på 353 USD per gram.

## Förekomst och framställning
Rodium är ett av de mest sällsynta grundämnena och förekommer endast med ca 0,0001 ppm i naturen tillsammans med andra platinametaller, guld eller silver. Metallen kan framställas genom reduktion av [Rh(NH3) 5Cl]Cl2 eller Na3RhCl6 med vätgas.

## Användning
Rodium används i katalytiska avgasrenare, samt tack vare sin stora hårdhet och extremt reflekterande yta också som exklusiv smyckesplätering kallad rodiering. Hårdheten och ämnets goda elektriska ledningsförmåga gör att rodium också används vid plätering inom elektronik.
Wilkinsons katalysator används inom organisk syntes vid katalytisk hydrogenering.